# Хорнсунн
Хорнсунн (пол. Polska Stacja Polarna, Hornsund) — польская научно-исследовательская станция, располагающаяся на побережье Гавани Исбьорн (норв. Isbjørnhamna) Хорнсуннфьорда, полярного архипелага Шпицберген.
Станция была построена в июле 1957 года в рамках Международного геофизического года экспедицией Польской академии наук под руководством геолога, исследователя и альпиниста, ветерана польских арктических экспедиций 1930-х годов — Станислава Седлики. Научно-исследовательская станция была построена в течение трех летних месяцев.
В 1978 году станция была модернизирована под круглогодичную деятельность. С тех пор Институт геофизики Польской академии наук является ответственным за организацию круглогодичных и сезонных научных экспедиций на станцию.
Текущие исследования проводятся в сферах:
- Метеорология — сбор данных для синоптических целей и для выявления климатических изменений;
- Сейсмология — мониторинг мирового землетрясения, измерения сейсмичности района архипелага Шпицберген, и регистрации толчки связаны с динамикой Ханс ледника;
- Геомагнетизм — регистрация изменений магнитного поля Земли;
- Зондирование ионосферы — определение структуру ионосферы с использованием риометрических измерений для определения структуры и коэффициента поглощения ионосферы;
- Гляциология — измерения динамики ледников, документация спада ледника;
- Атмосферное электричество — определение величины электрического поля Земли и записи её вертикальной составляющей;
- Экологический мониторинг — запись выбранных климатических особенностей и проведения анализов химического накопления загрязнения воздуха и воды, а также изотопного состава снежного покрова.

Летом и зимой станция функционирует в качестве базы для исследований по геологии, геодезии, геоморфологии, гляциологии, океанологии и биологии.

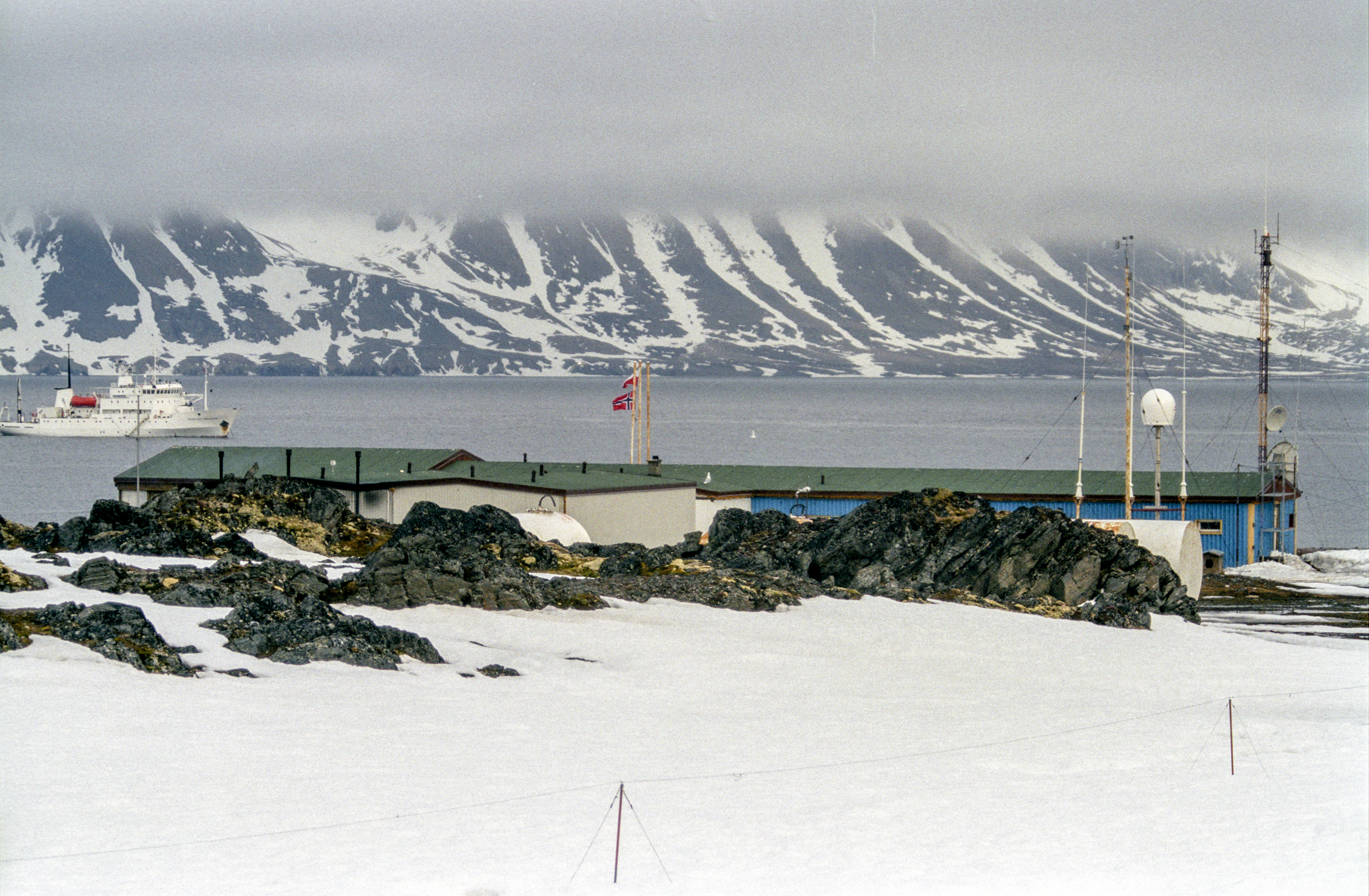
Станция Хорнсунн
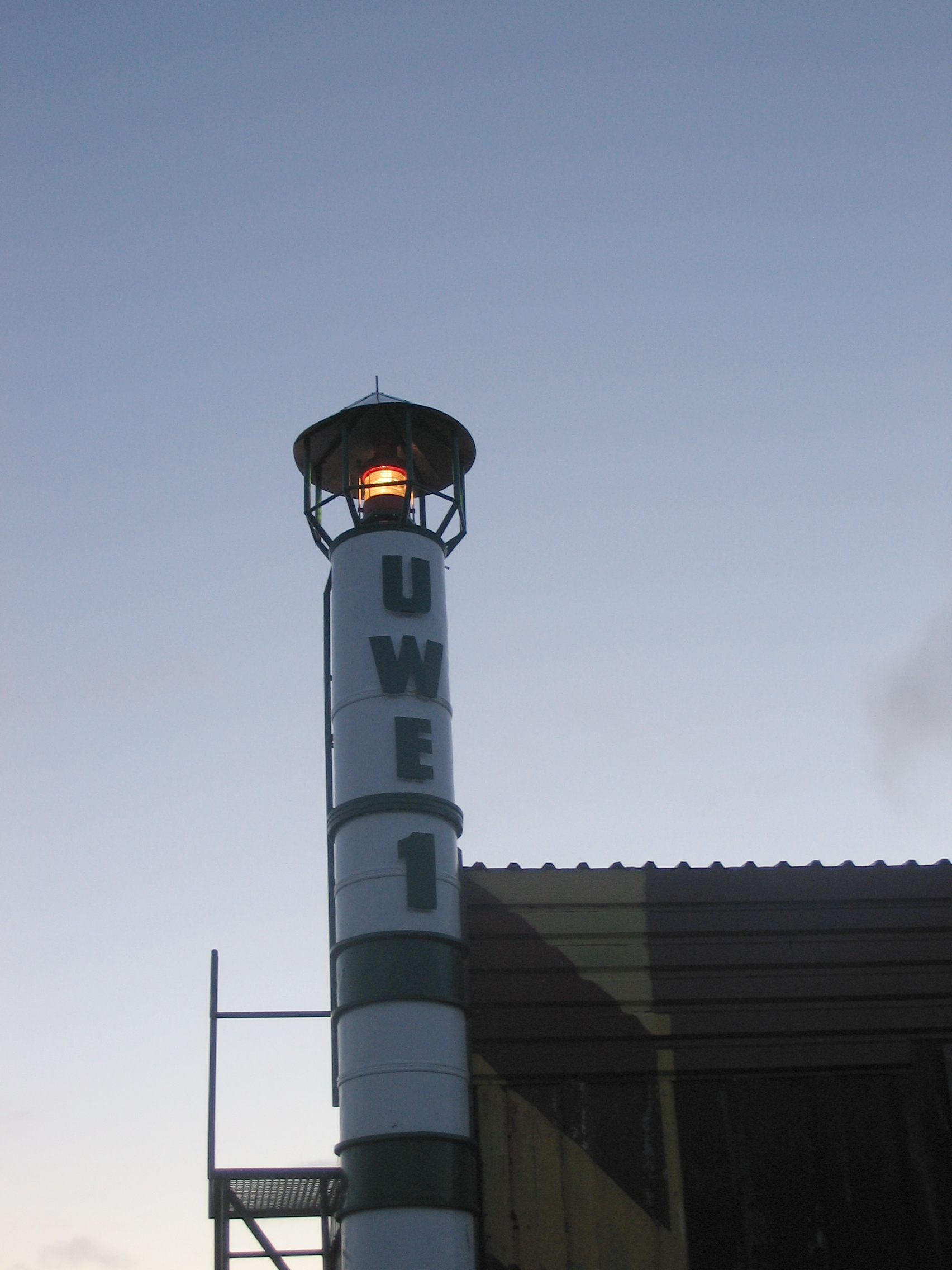
Маяк на станции